# Gran Canal del Desagüe (Ciudad de México)
El Gran Canal del Desagüe es una obra de ingeniería, que se diseñó para evitar las inundaciones de la Ciudad de México.

## Historia
La capital de la Nueva España empezó a sufrir inundaciones por las aguas de los lagos a partir de 1553. Se presentaron varios proyectos al virrey, que intentaron terminar con el problema, se construyeron albarradones y diques hacia el norte de la ciudad.
En 1604 se construyó, bajo la dirección de Jerónimo de Zárate primer dique hacia el altépetl de San Cristóbal Ecatepec con dirección de Venta de Carpio, en Chiconautla (Estado de México).  El Albarradón de San Cristóbal, tenía la intención de evitar los derrames de los lagos del norte en el de Texcoco.
Alexander von Humboldt fue un explorador alemán que a través del Real Seminario de Mineral del Colegio de San Ildefonso de la Ciudad de México exploró la región norte de la Ciudad de México para ver la posibilidad de desagüar las aguas de lluvia y de los lagos hacia el Río Tula como nivel topográfico en descenso del Valle de México. Este naturalista alemán visitó los pueblos de Huehuetoca y Tequixquiac en 1804 acompañado por ingenieros mineros que exploraron la región camino hacia la barranca del Río Moctezuma.
Durante el porfiriato se destaca la terminación de los túneles que desaguan la cuenca del Valle de México a causa de las graves inundaciones acaecidas desde épocas remotas. El proyecto fue del ingeniero Francisco Garay (director general del Desagüe del Valle de México en 1865 nombrado por Maximiliano de Habsburgo, y quien propuso a Tequixquiac para construir un tajo, un túnel y un canal como parte del proyecto integral de las obras hidráulicas de la cuenca de México) bajo la dirección del ingeniero Miguel Iglesias. El 4 de febrero de 1870 el ingeniero Tito Rosas, a cargo de las excavaciones del tajo halló la escultura prehistórica que se conoce como el Hueso sacro de Tequixquiac, a doce metros de profundidad. El ambicioso proyecto fue terminado el 17 de marzo de 1900 siendo inaugurada esta obra por el general Porfirio Díaz.